# Lanying Lin
Lanying Lin (7 de fevereiro de 1918 – 4 de março de 2003) foi uma cientista chinesa no campo da engenharia de materiais. Nasceu em Putian, província Fujian, no sul da China. É a Mãe dos Materiais Aeroespaciais e a Mãe dos Materiais Semicondutores na China. Nasceu numa família prestigiosa, profundamente defensora da crença que a mulher não precisa uma educação. Devido ao seu género, não foi à escola primária, mas lutou contra sua família por uma chance de educar-se e conseguiu essa possibilidade de conseguir uma educação.Graduou-se pela Universidade Cristã de Fukien, com um grau de B.A. em Física. Aos 30 anos, frequentou a Dickinson University e ganhou outro grau em matemática. Em 1955,  recebe o grau de doutorado em física de estado sólido pela Universidade de Pensilvânia, e tornou-se na primeiro pessoa de cidadania chinesa em cem anos a ganhar o grau de doutorado dessa universidade. Em 1957,  voltou à China e foi alocada para ser investigadora no Instituto de Física CAS. Depois mudou-se ao Instituto de Semiconductores CAS e ocupou toda a sua vida em investigações nessa instituição.